# The Kane Chronicles
The Kane Chronicles è una saga scritta da Rick Riordan che parla di due ragazzi (Sadie e Carter) che discendono da due dinastie di faraoni molto importanti.

## Caratteristiche dell'opera
Il libro è scritto in prima persona ed il punto di vista passa fra i due protagonisti, Carter e Sadie Kane che sono fratello e sorella.
Questa serie narra delle loro vicende mentre cercano di impedire che il caos invada il mondo e lo distrugga.
Il romanzo può essere collocato nel genere fantasy, pur essendo ambientato nell'età contemporanea (come nella saga "Percy Jackson e gli dei dell'Olimpo", scritta sempre da Rick Riordan e ambientato nello stesso universo). Secondo il romanzo, gli dei dell'antico Egitto sono veramente esistiti ed esistono tuttora, ed insieme ad essi esiste anche un ordine di maghi chiamato "Casa della Vita" (in egizio Per Ankh) che è in contrasto con gli dei dalla fine del regno egiziano e che si "riappacifica" con essi solo dopo l'arrivo di Carter e Sadie Kane.

## Personaggi principali
- Carter Kane: fratello di Sadie e protagonista della saga. Come la sorella discende da due famiglie di antichi faraoni egizi e di conseguenza è un potentissimo mago (il più potente da millenni insieme a Sadie). Nel primo libro ospita Horus.
- Sadie Kane: sorella minore di Carter e seconda protagonista della saga. Anche lei è una brillante maga come il fratello. Nel primo libro ospita Iside.
- Amos Kane: zio di Carter e di Sadie, viene ospitato suo malgrado da Set, nel primo libro, e torna a fare uso del suo potere nel terzo libro. Succede a Desjardins, dopo la sua morte, come Sommo Lettore della Casa della Vita.
- Ziah Rashid: maga della Casa della Vita di cui Carter è molto innamorato. È considerata l'iniziata più brillante del Primo Nomo, la maga del fuoco più potente ed è una dei maghi più importanti dopo il sommo lettore. Ha perso i genitori quando aveva 8 anni, quando il padre portò nel villaggio in cui vivevano un demone che distrusse il paesino sulle sponde del Nilo; lei fu l'unica sopravvissuta e fu trovata in un braciere da Iskandar, che la crebbe: per questo lei considera Iskandar un padre adottivo. Inizialmente ospita Khepri, una delle tre forme di Ra, prima di ospitare la versione completa del dio.
- Julius Kane: padre di Carter e Sadie; dalla fine del primo libro vive nell'Oltretomba, in quanto ospite di Osiride insieme alla moglie defunta.
- Bast: dea gatto, protettrice di Sadie e Carter. Il suo ospite è Muffin, la gatta di Sadie, ma in altre occasioni utilizza anche altri gatti, come mau egiziani. Indossa quasi sempre una tutina leopardata, ed è molto abile con i coltelli. È molto amica di Bes, il dio nano. Per secoli ha dovuto combattere il dio del caos, Apophis, ma è stata liberata dalla madre di Carter e Sadie, che infatti aveva predetto che Bast si stava indebolendo e non avrebbe potuto continuare a tenere sotto controllo il dio. Per fermare Apophis, qualcuno avrebbe dovuto alleare Maghi e Dei, cosa che faranno in seguito i figli della donna, Carter e Sadie.
- Walt Stone: costruttore di amuleti molto brillante. Fidanzato di Sadie e ospite di Anubi. Ha rischiato di morire a causa della maledizione di Akhenaton, che getta ombra sulla sua famiglia.
- Khufu: è il babbuino di Amos. Fa la sua prima comparsa a Brooklyn insieme a Filippo di Macedonia, il coccodrillo albino. Mangia qualunque cosa sia rosa: gelatine alla fragola, pesche, fenicotteri. È un assiduo giocatore di basket, e viene ritrovato vicino alla casa di Toth.

Classifica dei maghi più potenti al mondo in vita nel terzo libro:
1. Amos Kane (Sommo Lettore)
2. Carter Kane (faraone)
3. Sadie Kane
4. Ziah Rashid
5. Walt Stone/Anubi

## I libri della saga

### La piramide rossa
The Red Pyramid, pubblicato negli Stati Uniti il 4 maggio 2010 e in Italia il 2 ottobre 2012.
il primo libro inizia con Carter che va insieme al padre Julius a prendere la sorella Sadie che vive dai nonni a seguito della morte della madre e della decisione del tribunale di non farla crescere dal padre.
Il padre (famoso egittologo) li porta al British Museum per esaminare la Stele di Rosetta, ma mentre la esamina c'è un incidente e, prima di vedere il padre venire trascinato via in una bara d'oro, i fratelli vedono il profilo di un uomo infuocato, che si scopre più tardi essere Set, il Dio egizio del male. Il museo esplode e Carter e Sadie vengono accusati del disastro, ma prima che la polizia li possa prendere vengono salvati dallo zio Amos, che spiega le loro origini ai fratelli, che comprendono così che tutti gli dei e i miti dell'antico Egitto non sono delle sciocchezze, ma esistono veramente. Scoprono anche di essere dei maghi e di discendere da due delle dinastie di Faraoni più importanti: Narmer e Ramses il grande.
Lo zio li ospita nella sua villa a Brooklyn, ma parte subito alla ricerca di suo fratello Julius e alla scoperta della verità su ciò che è accaduto al museo.
I due fratelli vengono attaccati da dei mostri, i Serpopardi, ma grazie all'aiuto della gatta di Sadie, Muffin, che in verità è l'ospite della dea dei gatti Bast, riescono a fuggire, tuttavia perdono comunque Bast, mentre lei si scontrava con la dea degli scorpioni, Serqet. A salvarli è Ziah, anche lei una maga, che li conduce al sicuro nella sede della Casa della Vita (antico ordine dei maghi egizi) che si trova al Cairo, nel primo Nomo. Qui, i due fratelli incontrano Iskandar, il Sommo Lettore, che muore, lasciando il posto a Michel Desjardins, un potente mago francese, che vuole uccidere Carter e Sadie perché scopre che i due ragazzi ospitano degli dei all'interno dei loro corpi (Carter ospita Horus e Sadie Iside). Scappano e ritrovano Bast, che li aiuterà nelle successive imprese. I due hanno un importante compito: fermare Set prima che possa distruggere il Nord America con il suo terribile piano, inoltre scoprono che è proprio lui a tenere prigioniere loro padre (che ospita Osiride) e lo zio Amos, che è stato preso come ospite, suo malgrado. In Messico, però, durante un combattimento contro Sobek, il dio dei coccodrilli, Bast usa tutta la sua forza vitale per vincere il duello e torna nella Duat (una specie di universo parallelo sotto la superficie terrestre), riacquistando la semplice forma di Muffin. Per sconfiggere Set occorrono due cose: il suo vero nome, che in seguito si scoprirà essere Giorno Malvagio, e la piuma di Osiride, con la quale si valutano le anime dei morti. Il primo gli viene rivelato da Ziah che ospita la dea Nefti (dea dell'acqua e sorella di Iside, nonché moglie di Set) e la seconda con un viaggio nel regno dei morti, nel quale Sadie convince Anubi a cedergliela. Con i due elementi riescono a sconfiggere Set e a distruggere la Piramide Rossa, dalla quale il dio del male attingeva il suo enorme potere, e scoprono che dietro tutto in verità non c'era lui, ma Apophis, il serpente del caos, che stava cercando di evadere dalla sua prigione nella Duat, e li impediscono di scappare. Alla fine del libro Carter e Sadie scoprono che Ziah in verità era un pupazzo di terracotta animato (Shabti) e che la vera Ziah era stata nascosta e portata al sicuro da Iskandar, il vecchio Sommo Lettore, perché si era accorto che la ragazza ospitava la dea Nefti.

### Il trono di fuoco
The Throne of Fire, pubblicato negli Stati Uniti il 9 maggio 2011 e in Italia il 16 luglio 2013. In questa nuova avventura Carter e Sadie Kane dovranno vedersela con Apophis il serpente del caos che vuole risorgere durante l'equinozio di primavera. L'unico modo di fermarlo è risvegliare Ra, il dio del sole, l'unico in grado di sconfiggere Apophis, per farlo i due fratelli Kane dovranno viaggiare intorno al mondo per recuperare e riassemblare il libro di Ra che gli permetterà di risvegliare il dio del sole. La Casa della Vita cercherà di fermarli, attaccando la Brooklyn house...

### L'ombra del serpente
The Serpent's Shadow, pubblicato negli Stati Uniti il 1º maggio 2012 e in Italia il 28 gennaio 2014.Anche in formato di ebook.
Benché ci abbiano provato in ogni modo, Carter e Sadie Kane non sono ancora riusciti a sconfiggere Apophis, il serpente del caos, che ora minaccia di sprofondare il mondo intero nella tenebra eterna. I due fratelli si trovano da soli ad affrontare un compito impossibile: distruggerlo una volta per tutte. Da soli, perché i maghi della Casa della Vita sono impegnati in una terribile guerra intestina e nessuno degli dei può aiutarli a combattere contro le forze del Caos. L'unica speranza dei fratelli Kane è un antico incantesimo che potrebbe trasformare la stessa ombra del serpente in una potente arma contro di lui, ma la formula è andata persa da oltre un millennio. Per ritrovarla, i ragazzi saranno costretti a fidarsi del fantasma assassino di un potentissimo mago chiamato Setne che potrebbe condurli fino all'ombra del serpente, oppure alla morte, nelle profondità degli Inferi.

## Il figlio di Sobek
Racconto cross-over in cui Carter Kane incontra Percy Jackson. Dopo aver ascoltato le relazioni riguardanti perturbazioni magiche nella zona di Long Island, Carter va lì per indagare. Quando sta esplorando il fiume, un coccodrillo gigante appare improvvisamente ingoiandolo. Mentre Carter sta pensando di usare una 'parola di potere' per liberarsi improvvisamente l'alligatore lo sputa fuori e scappa. Carter vede un altro adolescente nel fango, che indossa una t-shirt arancione che dice 'campo', ma il resto è illeggibile. L'adolescente, "Campo boy", che in realtà è Percy Jackson, vede il khopesh e la bacchetta magica di Carter e per questo il ragazzo si accorge di lui. Percy inizialmente crede Carter un figlio di Ares e lo chiama mezzosangue; Carter essendo di razza mista si offende, perde il controllo dell'incantesimo che voleva usare contro il coccodrillo (il pugno di Horus), e lo scaglia accidentalmente contro il figlio di Poseidone che infuriato contrattacca con un'onda ed i due ingaggiano un breve scontro. Chiarito l'equivoco stabiliscono una tregua perché hanno un nemico comune: il coccodrillo che sta assalendo dei bambini. Lungo la strada si presentano. Carter dice a Percy che il mostro è un petsuchos, un figlio di Sobek, e che non può essere ucciso: l'unico modo per sconfiggerlo è quello di togliergli la collana magica. Carter distrae il coccodrillo mentre Percy cerca di prendere la collana. Non riuscendoci i due si scambiano i compiti: Percy crea quindi un enorme tifone come diversivo, mentre Carter si trasforma in un falco. Atterra sulla schiena del coccodrillo e con molta fatica, prende la collana, trasformando il petsuchos in un innocuo coccodrillino. Carter e Percy successivamente vanno a prendere un cheeseburger e parlando arrivano alla conclusione che qualche nemico comune dei Greci e della Casa della Vita ha messo la collana al coccodrillo, volendo il loro incontro, sperando che succedesse qualcosa di brutto. Carter prende con sé il cucciolo di alligatore e la collana e i due eroi decidono di non cercarsi più finché non avranno una pista su ciò che è successo, Percy osserva però che potrebbero avere un nemico comune e potrebbero dover collaborare per fermarlo e chiede a Carter un modo per contattarlo. Così il mago disegna l'occhio di Horus sul palmo della mano di Percy: il semidio così potrà contattarlo, una sola volta, semplicemente dicendo "Carter". Percy lo ringrazia e torna al Campo;anche Carter torna a casa, certo che, prima o poi, Percy avrà bisogno del suo aiuto.

## Lo scettro di Serapide
In questo racconto, Annabeth Chase sta andando in metropolitana, quando incontra uno strano mostro, una specie di paguro gigante con un corpo da leone e uno da lupo. Inseguendolo in metro, Annabeth si scontra col mostro, fino a quando non incontra Sadie Kane, impegnata in uno scontro contro un mostro che somiglia a un cane con la coda da girino. I due mostri si "fondono", diventando un paguro a tre teste, e le due ragazze si coalizzano per sconfiggerlo. Dopo essere arrivate insieme al mostro in un palazzo abbandonato, le due ragazze incontrano il dio mezzo greco e mezzo egizio Serapide. Esso prende il "paguro" rivelando la sua vera natura: esso è lo scettro di Serapide. Dopo una lunga battaglia, Annabeth e Sadie riescono a sconfiggere Serapide e capiscono chi sia dietro al risveglio di Serapide e agli eventi del racconto Il figlio di Sobek: il fantasma del malvagio principe Khaemwaset, meglio noto come Setne.

## Specificazioni
- In La piramide rossa la trama si svolge durante i giorni epagomeni, gli ultimi cinque giorni dell'anno, in cui, secondo gli Egizi, sono nati Horus, Iside, Set, Nefti e Osiride.
- Durante la notte, una parte dell'anima dei protagonisti detta ba esce dal corpo in cui è rinchiusa e vola, sotto forma di uccello con testa umana, causando visioni in tempo reale.
- Quando gli dei combattono, attorno a loro compare un avatar enorme, con grande forza, e per spostarsi si trasformano in animali (Horus si trasforma in falco, Iside in nibbio, Set in pipistrello e Bast in gatto).
- Nella biblioteca di Desjardins, Carter e Sadie trovano un libro che serve a padronegiare gli elementi, dei quali il quinto dovrebbe essere teoricamente l'elettricità, anche se Pupazzetto è convinto che sia il formaggio.
- Insieme a Il trono di fuoco, secondo libro della saga, c'è l'inedito racconto Il figlio di Sobek in cui Carter incontra Percy Jackson.
- Nella raccolta dei libri Il libro segreto e gli ultimi due della saga di Percy Jackson c'è anche il racconto inedito Lo scettro di Serapide il quale contiene l'incontro tra Sadie Kane e Annabeth Chase.
- Vi è poi una raccolta di tre racconti chiamata Percy Jackson e gli dei dell'Olimpo: Le storie segrete; questa raccolta contiene i due racconti sopra citati più un inedito, La corona di Tolomeo, nel quale i quattro eroi dovranno scontrarsi con Setne, il quale intende utilizzare i poteri combinati dell'antica Grecia e dell'antico Egitto per diventare una divinità immortale, sostituendosi a tutti gli altri dèi.
- In La corona di Tolomeo, viene rivelato il profondo collegamento esistente tra la foschia (concetto greco che indica il velo magico che impedisce ai mortali di riconoscere divinità e mostri) e la Duat (dimensione magica che esiste al di sotto del mondo mortale e costituita da infiniti strati). Posseduto dalla dea egizia Nekhbet, Percy capisce che la foschia non è altro che il nome greco dato allo strato più superficiale fra i mondi.